# 上瑟尔内克
上瑟尔内克，是匈牙利沃什州所辖的一个村，总面积23.56平方公里，总人口570，人口密度24.2人/平方公里（2010年1月1日）。